# Mario Cipriani (attore)
Mario Cipriani (Roma, 24 aprile 1926 – Roma, 23 ottobre 2003) è stato un attore italiano.

## Biografia
Negli anni sessanta ha lavorato con Pier Paolo Pasolini in Accattone e in diversi episodi di film collettivi. In particolare ne La ricotta (episodio di Ro.Go.Pa.G.) è il protagonista Stracci, soprannome che in seguito gli rimase. Dopo la morte del regista nel 1975 si isolò dagli amici e dal cinema.
Negli anni novanta ha partecipato ad alcuni film, a due documentari su Pasolini e a uno sull'attore stesso, I grattacieli sdraiati di Giulia D'Intino.

## Filmografia

### Film
- Accattone, regia Pier Paolo Pasolini (1961)
- Mamma Roma, regia di Pier Paolo Pasolini (1962)
- Ro.Go.Pa.G., episodio La ricotta, regia di Pier Paolo Pasolini (1963)
- Le streghe, episodio La Terra vista dalla Luna, regia di Pier Paolo Pasolini (1967)
- Capriccio all'italiana, episodio Che cosa sono le nuvole?, regia di Pier Paolo Pasolini (1967)
- Sogni d'oro, regia di Nanni Moretti (1981)
- I magi randagi, regia di Sergio Citti (1996)
- La matta dei fiori, regia di Rolando Stefanelli - cortometraggio (1997)
- Mi sei entrata nel cuore come un colpo di coltello, regia di Cecilia Calvi (1998)
- Sud Side Stori, regia Roberta Torre (2000)
- Morto che parla (cortometraggio di Daniele Vicari, 2000)

### Documentari
- Non al denaro non all'amore né al cielo, regia di Ielma Adinolfi, Francesco Crispino, Flavio Rizzo e Gabriele Scardino (1996)
- I grattacieli sdraiati, regia di Giulia D'Intino (1998)
- Pier Paolo Pasolini e la ragione di un sogno, regia di Laura Betti (2001)